# Nagoya
Nagoya (Japans: 名古屋市, Nagoya-shi) is de hoofdstad van de prefectuur Aichi in Japan. Bij de volkstelling van 2022 had de stad 2,3 miljoen inwoners en is daarmee de 4e stad van het land. Nagoya is tevens het centrum van de op twee na grootste metropoolgebied van Japan, genaamd Chukyo. Deze metropool heeft 10,5 miljoen inwoners. 

## Geografie
De stad is gelegen in het midden van het eiland Honshu, en is daarmee een belangrijk knooppunt tussen Oost- en West-Japan. Nagoya omvat een oppervlak van 326 km² (ongeveer 24.5 km oost-west bij 25.1 km noord-zuid) op relatief vlak land nabij de zee en nabij de bergen. De gemiddelde jaartemperatuur is 16 °C.

## Wijken
Nagoya heeft zestien wijken (ku):
- Atsuta-ku
- Chikusa-ku
- Higashi-ku
- Kita-ku
- Meito-ku
- Midori-ku
- Minami-ku
- Minato-ku
- Mizuho-ku
- Moriyama-ku
- Naka-ku
- Nakagawa-ku
- Nakamura-ku
- Nishi-ku
- Showa-ku
- Tempaku-ku

## Geschiedenis
In 1610 verhuisde Tokugawa Ieyasu de hoofdstad van de provincie Owari van Kiyosu naar de meer strategische, zeven kilometer verderop gelegen locatie van het hedendaagse Nagoya. De stad werd de meest welvarende stad onder bewind van de Tokugawa dynastie in de Edoperiode. De stad had echter veel te lijden van overstromingen van de rivier Kisogawa. De Nederlandse waterbouwkundige Johannis de Rijke ontwikkelde een plan voor kanalisatie van de rivier, dat tussen 1887 en 1912 werd uitgevoerd.
Op 1 oktober 1889 werd Nagoya een stad (shi) met een oppervlakte van 13,44 km² en circa 157.000 inwoners. Op 28 oktober 1891 werd de stad zwaar getroffen door de Mino-Owari-aardbeving.
De moderne stad is zorgvuldig stedenbouwkundig ontworpen na de verwoestende bombardementen van de Tweede Wereldoorlog; de brede straten geven de stad een gevoel van ruimte. Nagoya is uitgegroeid tot een industriële stad, waaronder de textielindustrie en de auto-industrie (Toyota) het meest opvallen. Nagoya is tegenwoordig het hart van de economie, commercie en politiek van de Aichi prefectuur.
Gedurende de gehele twintigste eeuw is de stad blijven groeien door annexatie van aangrenzende gemeentes en dorpen, waarbij de bevolking ook groeide door de aanzuigende werking van de stad. Op 1 september 1956 werd Nagoya een decretaal gedesigneerde stad. Ook daarna is de stad blijven groeien en in 1969 werd de grens van 2 miljoen inwoners gepasseerd.

## Transport
De stad heeft een eigen internationaal vliegveld ten noorden van de stad, op ongeveer 30 minuten rijden van het centrum met de pendelbussen. Het autoverkeer wordt over de expressways afgewikkeld, waarbij op sommige trajecten tol is vereist. De reistijden zijn meestal vrij lang door de congestie op de vele aansluitingen op het onderliggende stedelijke netwerk. Men moet rekening houden met een gemiddelde rijsnelheid van 25 km/h in de stedelijke agglomeratie.

### Openbaar vervoer
Nagoya is eenvoudig te bereiken vanuit Tokio en Osaka door gebruik van de Tokaido Shinkansenhogesnelheidslijn. Binnen het stedelijk gebied kan men zich goed verplaatsen door gebruik te maken van de metro (zie: Metro van Nagoya). Aanvullend stadsvervoer wordt uitgevoerd met bussen. 

### Station Nagoya
Het openbaar vervoersknooppunt is het Station Nagoya, waar verschillende metrolijnen samenkomen en waar de volgende treinlijnen stoppen:
- de Tokaido Shinkansen, de Tokaido-hoofdlijn, de Chuo-hoofdlijn en de Kansai-hoofdlijn van de Central Japan Railway Company;
- de Nagoya-hoofdlijn, de Inuyama-lijn, de Tokoname-lijn, de Chikko-lijn, de Seto-lijn en de Komaki-lijn van de Meitetsu (Nagoya Spoorwegmaatschappij) en
- de Nagoya-lijn van de Kintetsu Spoorwegmaatschappij.

Van buiten is het station te herkennen door de central towers, twee wolkenkrabbers van 51 etages (respectievelijk 245 en 226 meter hoog). Onder het station bevinden zich honderden winkeltjes en eettentjes in een ondergronds winkelcentrum of chikagai, dat zich over vele kilometers uitstrekt.

### Haven van Nagoya
De haven van Nagoya is de grootste van het land gemeten in hoeveelheid lading. In 2013 werd er 208 miljoen ton lading overgeslagen. De haven van Tokio behandelt minder lading in tonnen, maar dit vertegenwoordigt wel een grotere waarde. Via Nagoya worden vooral voertuigen en voertuigonderdelen geëxporteerd. Per jaar worden zo’n 1,5 miljoen voertuigen ingescheept, vooral van de autofabrieken van Toyota die in de regio staan. Belangrijke goederen die de haven binnenkomen zijn vloeibaar aardgas, steenkool en ijzererts.

## Panorama's

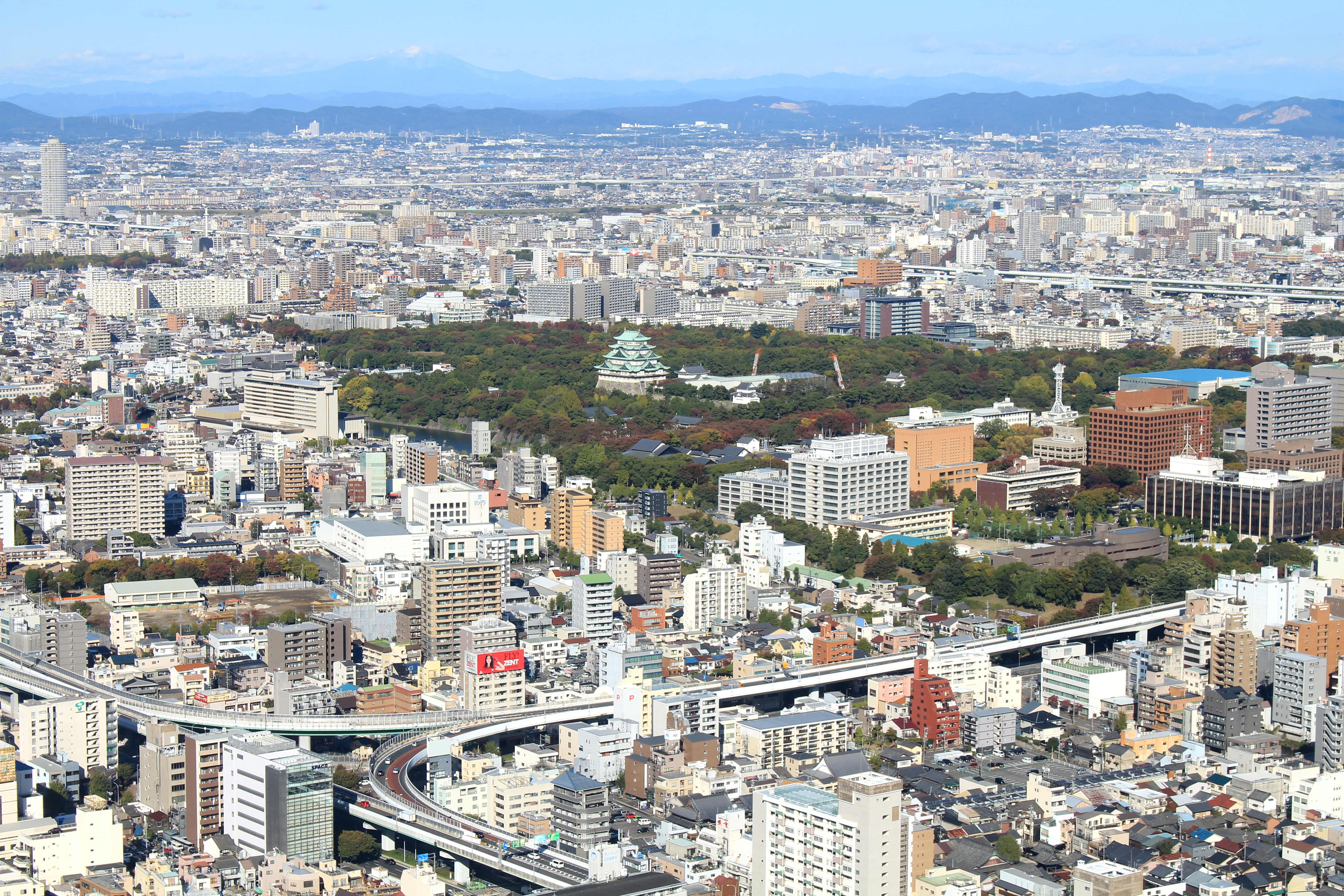
Het kasteel van Nagoya
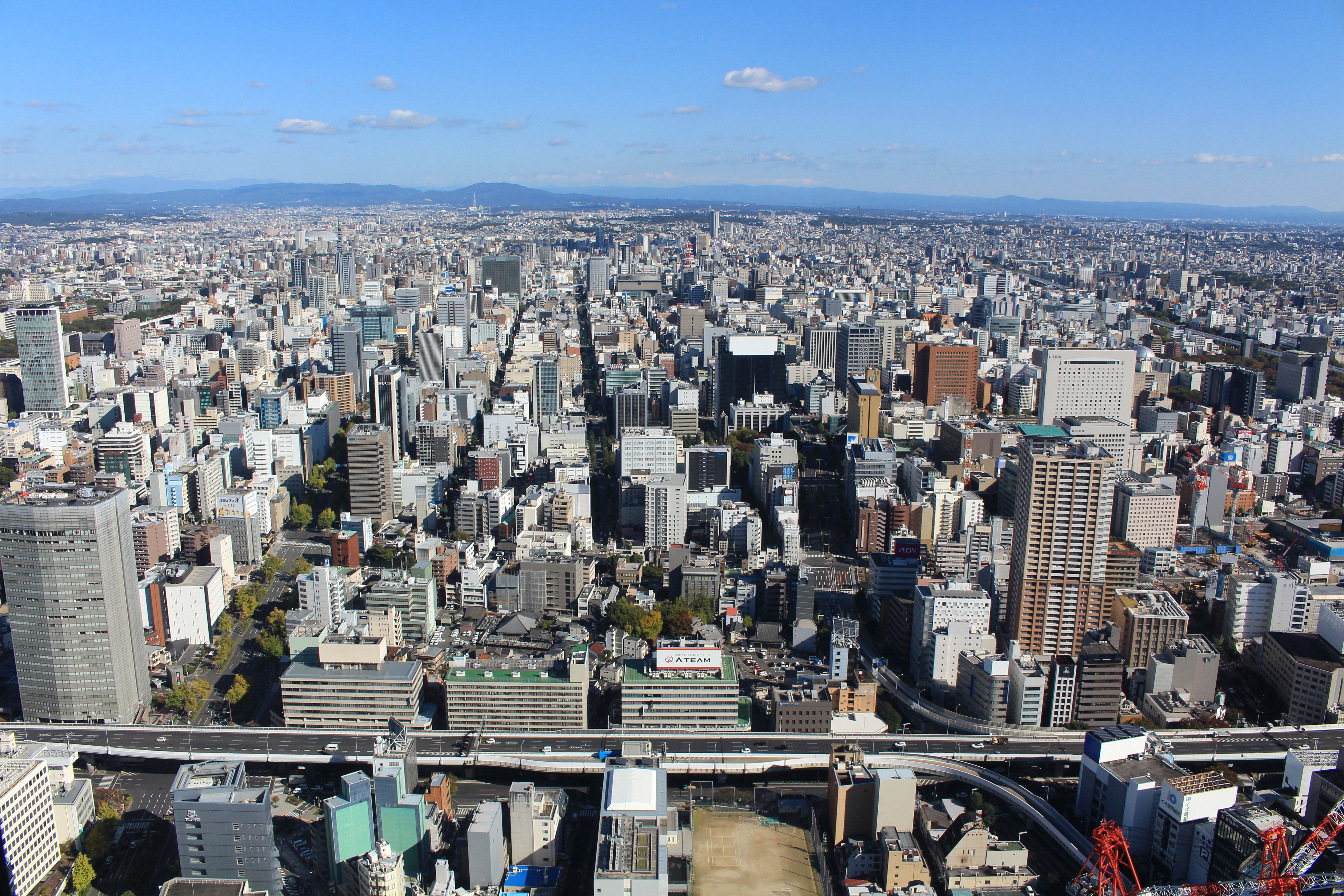
Zicht op Nagoya met een verhoogde stadssnelweg
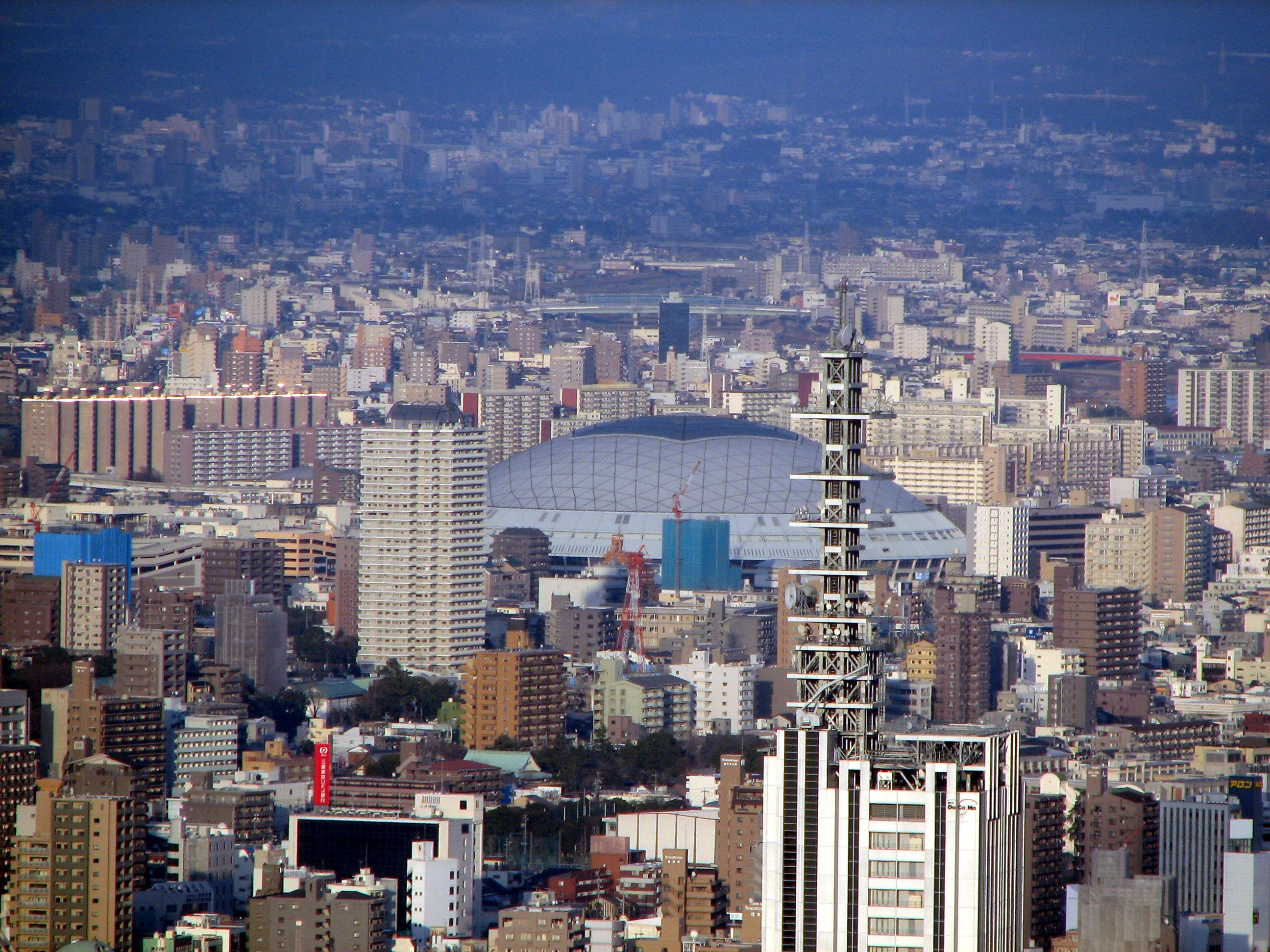
Nagoya Dome

## Bezienswaardigheden

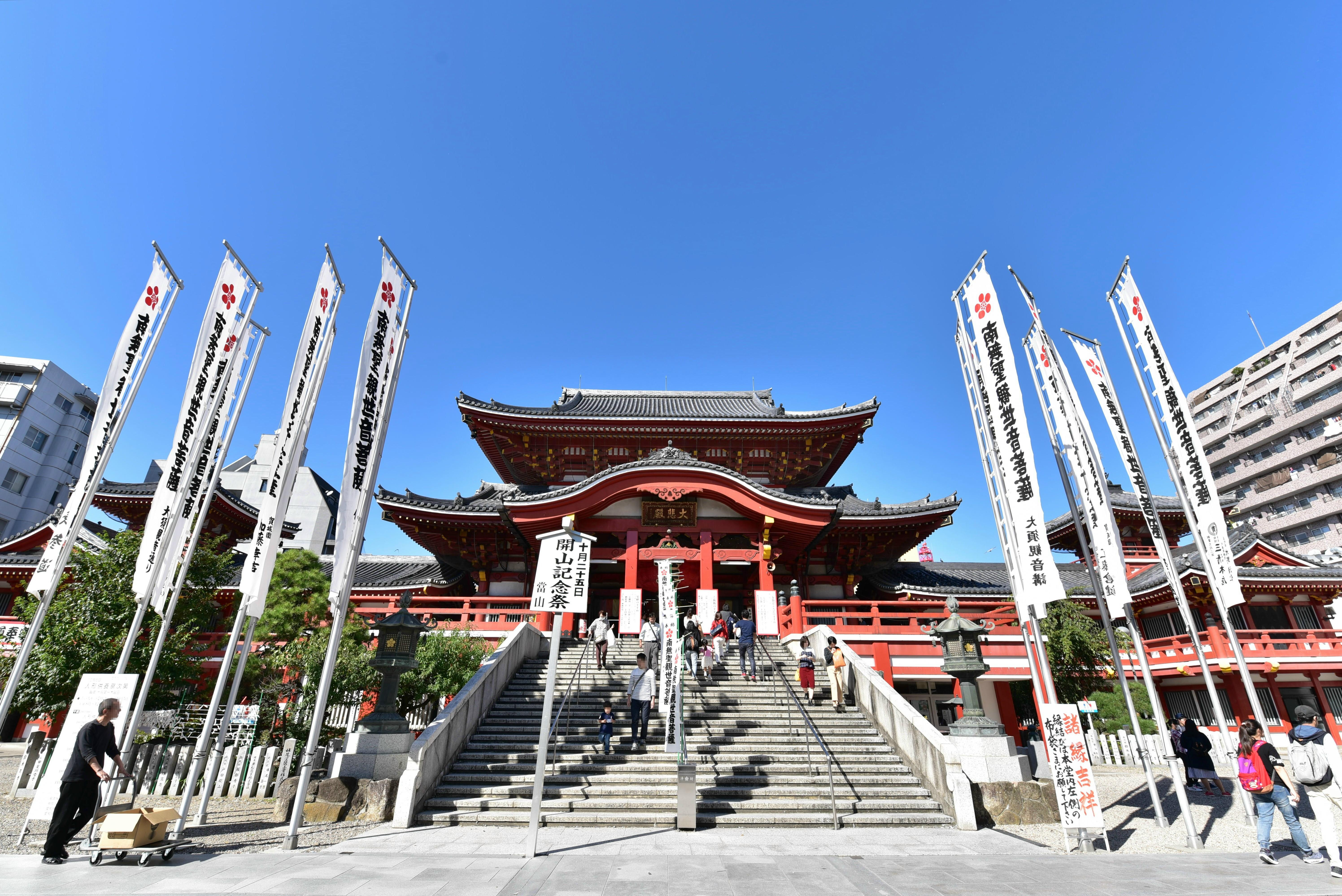
De Osukannon-tempel uit de 17e eeuw

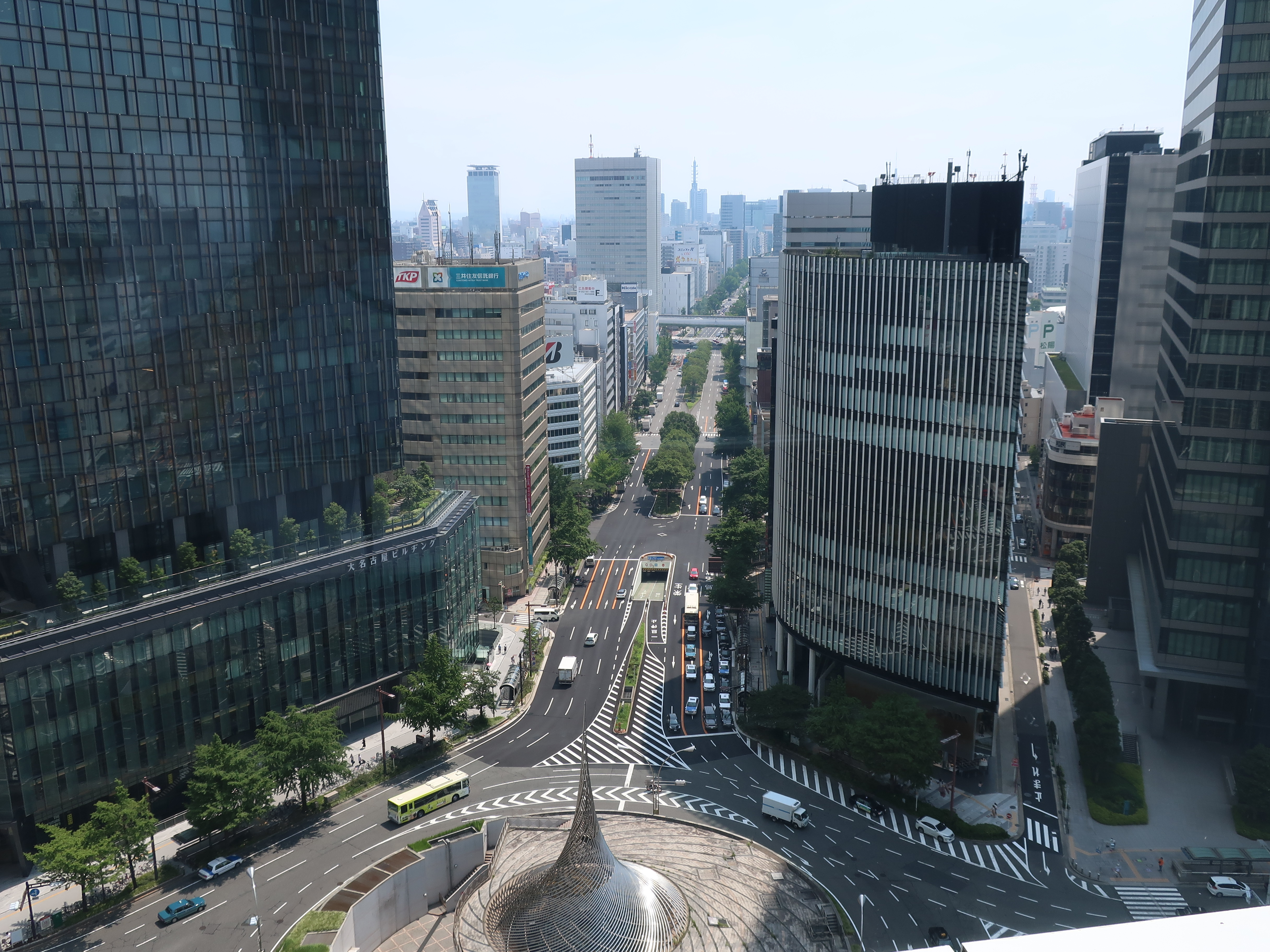
Boulevard nabij het station

## Aangrenzende steden
- Kasugai
- Kitanagoya
- Kiyosu
- Nisshin
- Obu
- Owariasahi
- Seto
- Tokai
- Toyoake